# Torriana
Torriana (Scurghèda oppure E' Bórg in romagnolo) è uno dei due centri principali che costituiscono il comune di Poggio Torriana, in provincia di Rimini; fino al 1938 era denominato Scorticata. Già comune autonomo comprendente la frazione Montebello, il 1º gennaio 2014 è confluito nel nuovo ente assieme al comune di Poggio Berni. Nei territori dei due ex comuni lo Statuto ha istituito i municipi quali organismi di decentramento.

Posizione dell'ex comune di Torriana all'interno della provincia di Rimini.

## Storia
Borgo medioevale fortificato, con un potente castello, nel 1223 fu sottomesso al comune di Rimini; passò poi ai Malatesta, quindi a Venezia nel 1504. Nel 1508 entrò a far parte dello Stato Pontificio, che lo cedette in feudo ai conti Pio di Carpi.
Torriana è un centro storicamente legato all'emigrazione italiana in direzione della Francia, specialmente verso la Lorena, soprattutto verso il comune di Hussigny-Godbrange, dove è ancora presente traccia del dialetto romagnolo. 

Stemma del comune di Torriana

### Simboli
Lo stemma del comune era stato concesso con decreto del presidente della Repubblica il 
4 agosto 1960. Si blasonava: di azzurro, a tre torri d'argento, murate di nero, unite, prive di merli, la torre centrale più bassa e arretrata, aperte del campo, le torri laterali finestrate, dello stesso e unite a due cortine di muro, merlate alla ghibellina, d'argento, murate di nero, uscenti dai fianchi; il tutto fondato sulla pianura di verde.

## Società

### Evoluzione demografica
Abitanti censiti

## Monumenti e luoghi d'interesse
- Castello Due Torri, detto anche "castello Scorticata"
- Chiesa di San Vicinio a Torriana costruita ex novo nel 1854 con quadri risalenti all'epoca della costruzione
- Santuario-eremo Beata Vergine del Carmelo di Saiano del XIV secolo, con due affreschi del 1500 e una statua in gesso dello stesso secolo
- Ruderi della chiesina dei SS. Filippo e Giacomo nel vecchio borgo di Scorticata sopra la rocca, danneggiata durante il secondo conflitto mondiale, di cui rimane il vecchio campanile

## Galleria d'immagini

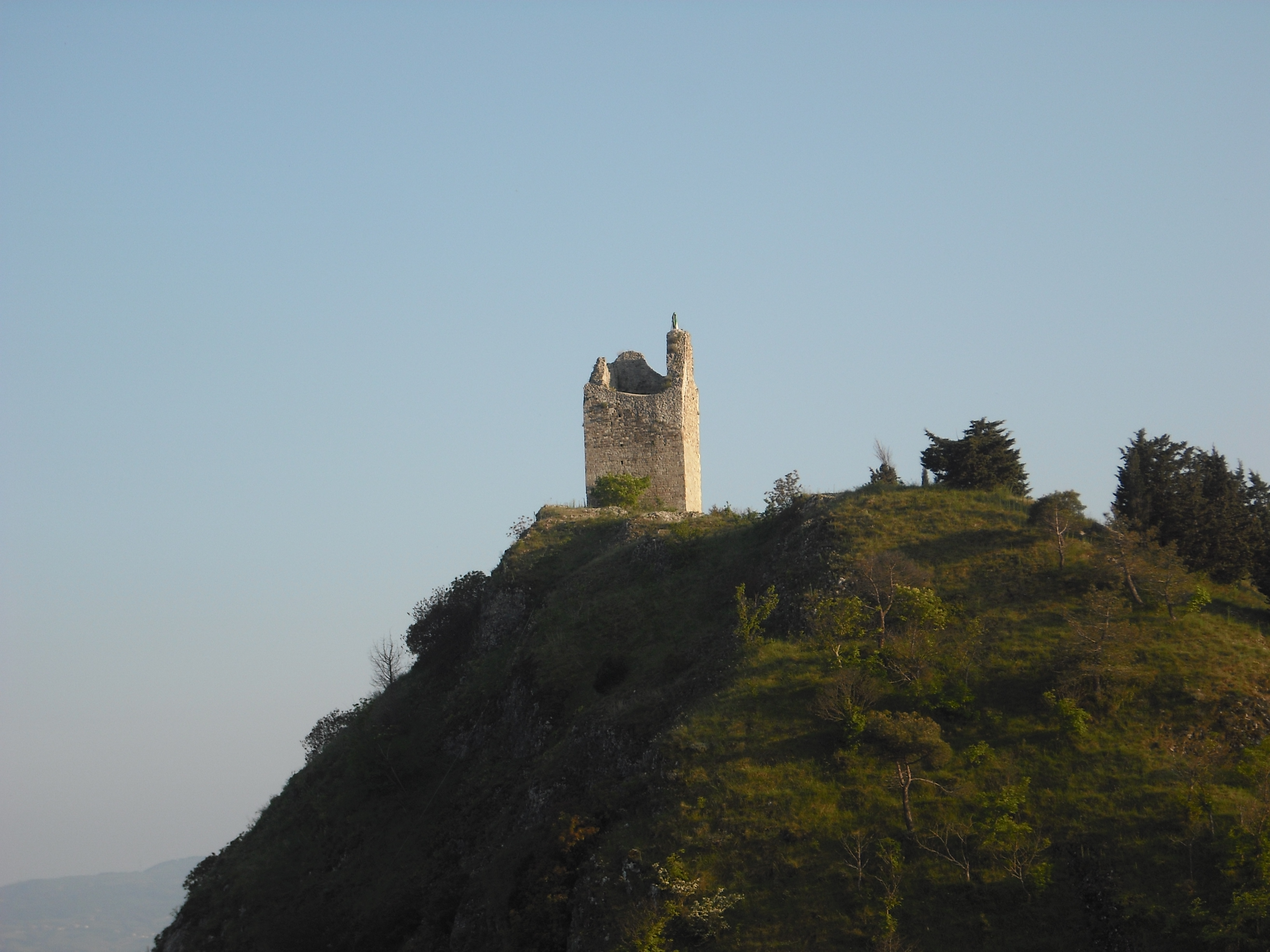
Torre Quadrata di Torriana
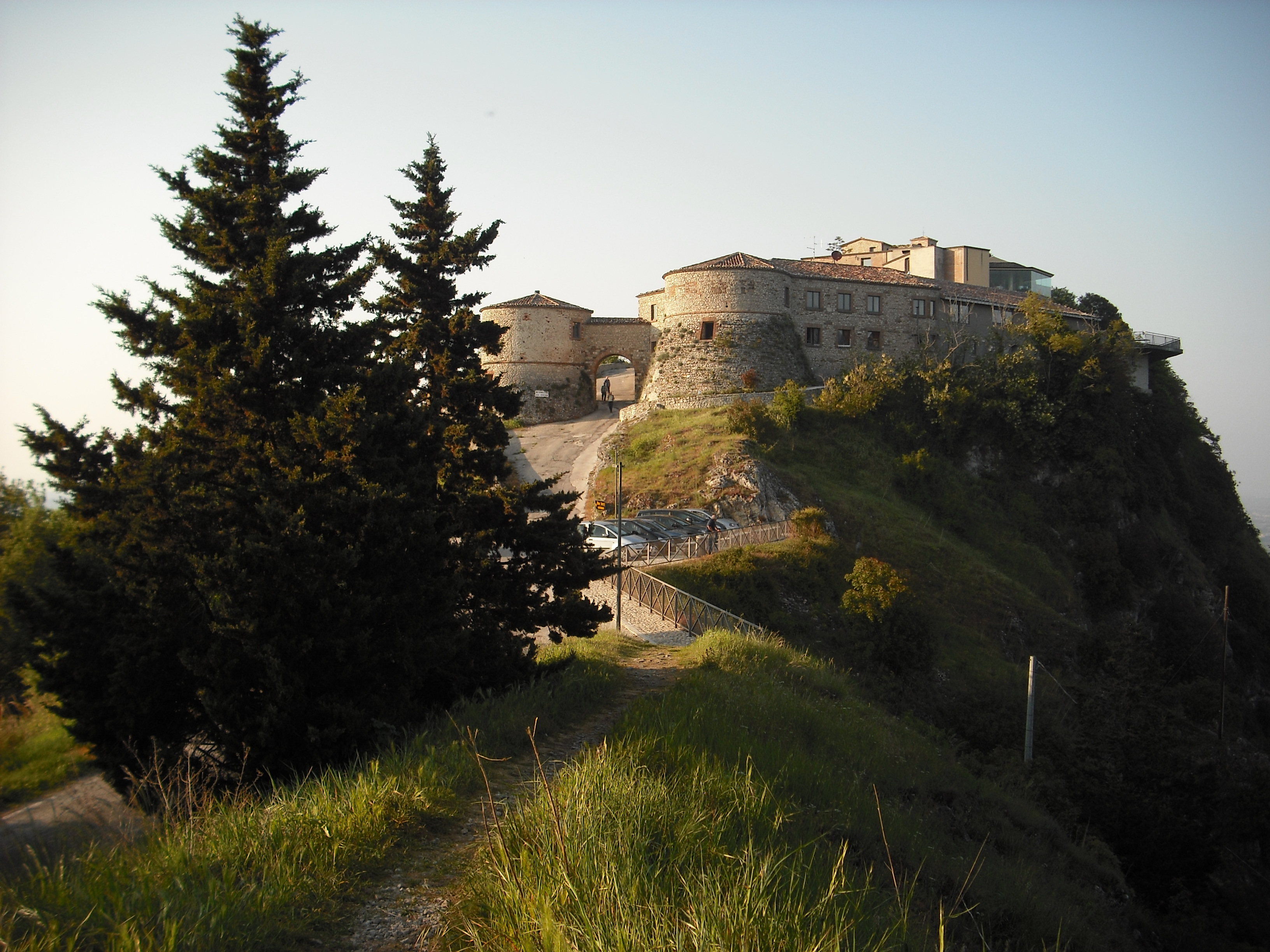
Rocca di Torriana